# Kappenkuppe
Kappenkuppe är en bergstopp i Antarktis. Den ligger i Östantarktis. Nya Zeeland gör anspråk på området. Toppen på Kappenkuppe är 1 019 meter över havet, eller 23 meter över den omgivande terrängen. Bredden vid basen är 0,75 km.
Terrängen runt Kappenkuppe är varierad. Trakten är obefolkad. Det finns inga samhällen i närheten.